# Maniola centralis
Maniola centralis är en fjärilsart som beskrevs av Evans 1927. Maniola centralis ingår i släktet Maniola och familjen praktfjärilar. Inga underarter finns listade i Catalogue of Life.